# Love Is Requited
Love Is Requited è un singolo di Elisa, pubblicato nel 2011.

## Descrizione
Il testo del brano è stato scritto da Michele Von Buren su musica di Andrea Guerra per il film Un giorno questo dolore ti sarà utile. È il terzo singolo di Elisa, dopo Almeno tu nell'universo e Gli ostacoli del cuore, di cui la cantautrice è solo interprete.
Love Is Requited esiste in due versioni caratterizzate da arrangiamenti differenti: una più aderente agli standard della musica folk, che costituisce il singolo in vendita nei negozi digitali ed accompagna il video, ed una dalla strumentazione più convenzionale, denominata Remix, pubblicata solo nella colonna sonora del film (che include anche l'altra versione) e programmata dalla maggioranza delle emittenti radiofoniche italiane.
Nel 2012 Love Is Requited è candidata al Nastro d'argento e vince nella categoria come miglior canzone originale tratta da un film.
Nel 2013 il brano vince il Premio ColonneSonore.net 2012 nella categoria Migliore Canzone per Film Italiano 2012. I vincitori Elisa e Andrea Guerra ritirano il premio ex aequo con Thony, partecipante con il brano "Time Speaks" interpretato per il film Tutti i santi giorni.

## Il singolo
Il singolo è stato pubblicato per la prima volta sull'iTunes Store statunitense il 15 novembre 2011, dove anticipa l'uscita dell'album Steppin' on Water, in uscita il 13 marzo 2012.
In Italia è uscito il 28 novembre, in concomitanza con la performance tenuta al programma televisivo Il più grande spettacolo dopo il weekend, prima esibizione dal vivo del brano, mentre la programmazione radiofonica è iniziata il 2 dicembre 2011.
In Italia il brano è arrivato alla posizione numero 49.

## Il video
Il video musicale è stato girato a New York da Milena Canonero e Loris Lai ed è stato pubblicato il 7 dicembre 2011. Alterna inquadrature con Elisa ad immagini del film con il protagonista interpretato da Toby Regbo.

## Tracce
1. Love Is Requited – 3:38

## Classifiche
| Classifica (2011) | Posizione massima |
| ----------------- | ----------------- |
| Italia            | 37                |

## Cronologia pubblicazione
| Paese       | Data             | Formato           | Etichetta   |
| ----------- | ---------------- | ----------------- | ----------- |
| Stati Uniti | 15 novembre 2011 | download digitale | Sugar/Decca |
| Italia      | 28 novembre 2011 | download digitale | Sugar       |
| Italia      | 2 dicembre 2011  | airplay           | Sugar       |